# 그놈이다
"그놈이다"는 2015년에 개봉한 대한민국의 영화이다.

## 캐스팅
- 주원 : 한장우 역 - 본작의 남주인공. 자신의 여동생을 죽인 범인을 찾기 위해 고군분투한다.
- 유해진 : 민약국 역 - 본작의 진 최종보스. 마을 사람들한테는 선량한 사람이지만, 장우의 눈에는 수상하게만 보인다.
- 이유영 : 시은 역 - 본작의 여주인공. 예지력을 가진 여학생.
- 류혜영 : 한은지 역
- 서현우 : 두수 역
- 이준혁 : 명규 역
- 김영웅 : 만철 역
- 장인섭 : 신참형사 역
- 손성찬 : 민약국 부 역
- 윤다경 : 차선 역
- 민성욱 : 용한 역
- 남진복 : 행석 역
- 여민주 : 령하 역
- 김민서 : 수지 역
- 최유송 : 무녀 역
- 문시호 : 꼬붕녀 역
- 진용욱 : 동료형사 역
- 오희준 : 남고생 1 역
- 양택호 : 남고생 2 역
- 장명갑 : 차선남편 역
- 나기수 : 노인 역
- 장문규 : 신발주인남 역
- 최문수 : 동네여 2 역
- 박민상 : 차선아들 역